# Evan Taubenfeld
Evan David Taubenfeld, född 27 juni 1983 i Baltimore, Maryland, är en amerikansk sångare och låtskrivare. 
Han har två yngre syskon och växte upp hos båda sina föräldrar.
I tonåren var han med och bildade det lokala bandet Spinfire som fick skivkontrakt.
De spelade ofta på olika festivaler och klubbar. Men bandet splittrades och Taubenfeld gick till sitt skivbolag för att hitta ett nytt band och fick ett tips om en kanadensisk sångare, Avril Lavigne.
Efter en provspelning gick Taubenfeld med i bandet och var med där i flera år och turnerade. På Avril Lavignes andra album hjälpte Evan till att skriva flera låtar som "Don't tell me", "Take me Away" och "Freak Out".
Men efter att ha spelat med Lavigne i flera år fick han skivkontrakt och lämnade därför bandet då han menade att han ville starta ett eget projekt. 
Från början hette projektet "Hate Me" men byttes ganska snabbt till "The Blacklist Club".
Men även "The Black List Club" byttes då Taubenfeld och bandet kom överens om att det bara skulle stå Evan Taubenfeld på skivan. The Black List Club blev istället namnet på bandmedlemmar och fans.
Evan Taubenfeld hjälpte även Avril Lavigne att spela in sitt tredje album The Best Damn Thing och är med i hennes video till singeln "Girlfriend". 
Några av låtarna på skivan har han skrivit med Lavigne så som "Hot", "Contagious" och "One of Those Girls. 
Han bor i Los Angeles.
Debutalbumet Welcome to the Blacklist Club släpptes den 18 maj 2010.
8 mars 2011 släpptes Avril Lavignes fjärde album, Goodbye Lullaby, på vilket Taubenfeld har medverkat som låtskrivare på låtarna "Push", "Everybody Hurts" och "Not Enough". Han sjunger även sticket i "Push".

## Diskografi (solo)
Studioalbum
- 2010 – Welcome to the Blacklist Club

Singlar
- 2009 – "Boy Meets Girl"
- 2009 – "Merry Swiftmas (Even Though I Celebrate Chanukah)"
- 2010 – "Pumpkin Pie"
- 2011 – "Best Years of Our Lives" (med Avril Lavigne)
- 2012 – "Song 1"
- 2013 – "Claire"
- 2013 – "Still in Love Somehow"